# Distretto di Rodat
Il distretto di Rodat è un distretto dell'Afghanistan appartenente alla provincia del Nangarhar. Viene stimata una popolazione di 34 884 abitanti (stima 2016-17).